# Бедуин (фильм)
«Бедуин» — российский кинофильм-драма режиссёра Игоря Волошина. Премьера в России — 15 марта 2012 года.

## Сюжет
Украинка Маргарита Кадетова (Симонова) приезжает из Киева в Санкт-Петербург в попытке достать деньги для операции своей дочери Насти (Мигай), которая больна лейкемией. Женщина готова стать суррогатной матерью, но гей-пара, нанявшая её, не спешит расплачиваться. Время, отпущенное на поиск донора и лечение, истекает. Позже, уже будучи беременной, мать случайно узнаёт, что Насте может помочь верблюжье молоко и моча, которые можно достать в поселениях бедуинов в Иордании.
Лечащий врач сообщает Рите, что лекарства и процедуры не помогают Насте. Для спасения ребёнка Рита забирает дочь из клиники и отправляется в пустыни Иордании, что в итоге изменит всю её жизнь.
По приезде в Иорданию она становится жертвой ограбления цыганами, которых по незнанию приняла за бедуинов, те крадут у неё все деньги.
В финале Маргарита находит стоянку настоящих кочевников, но, как оказалось, слишком поздно. Она рожает ребёнка, мальчика, а через некоторое время хоронит свою дочь. Имя мальчику даёт её дочь, назвав его Бедуин.
Бедуины оставляют Маргариту и её сына у себя.

## В ролях
- Ольга Симонова — Рита Кадетова
- Серафима Мигай — Настя, дочь Риты
- Михаил Евланов — Женя
- Ремигиус Сабулис — Иван
- Доржи Галсанов — Малик
- Анна Михалкова — Зина, проводница
- Сергей Светлаков — Игорь Александрович, врач-гематолог
- Динара Друкарова — Стелла
- Георгий Гургулия — бандит
- Алиса Хазанова — блондинка
- Светлана Смирнова — врач-гинеколог
- Владимир Шевельков — главный врач гинекологической клиники

## Награды и премии
- 2011 год — Приз за лучшую женскую роль (Ольга Симонова) на VII Международном кинофестивале «Евразия» (Алма-Ата, Казахстан)[1].
- 2011 год — Приз зрительских симпатий на фестивале «Панорама европейского кино» (Афины, Греция).
- 2012 год — Первый приз программы «Европа вне Европы» 40-го кинофестиваля «ФЕСТ» (Белград, Сербия)[2]. По сообщению «АиФ» со ссылкой на представителя жюри конкурса, Игорь Волошин награждён за «мастерство режиссуры и композиции, за умение работать с актёрами и рассказать современную сказку»[3].
- 2012 год — 28-й международный фестиваль фильмов о любви, Монс, Бельгия — приз жюри (фильму «Бедуин») и приз за лучшую женскую роль (Ольге Симоновой)[4]
- 2012 год — номинация на главный приз «Золотая лилия» на XII Международном кинофестивале стран Центральной и Восточной Европы goEast (Висбаден, Германия).
- 2011 год — номинация на главный приз «Кинотавра». Призов картина не получила, но кинематографистами и кинокритиками была признана одной из самых любопытных в конкурсной программе[5].
- 2013 год — Фестиваль русского кино в Тунисе — приз за лучшую актёрскую игру — Ольге Симоновой[6].

## Критика и отзывы
- Валерий Кичин, обозреватель «Российской газеты», считает, что в фильме «Бедуин» есть режиссура, но нет сценария. Признавая, что фильм талантлив, а мелодраматическая линия вгонит чувствительных в слезы, критик утверждает, что автор работает методом «тыка» и палит вслепую и почти всегда — в «молоко».

Волошин придумал «кино короткого дыхания»: полнометражный фильм разобран на три короткометражки. Первая: история с суррогатным материнством как коммерческим проектом в трагических обстоятельствах — это социальная драма. Вторая: попытки извлечь из должников обещанные деньги оборачиваются кровавой баней, — это как бы триллер-экшн. И третья, самая удивительная. Исчерпав все надежды на родине, Рита летит в Иорданию. Полностью меняется ритм, стиль и цвет фильма: перед нами край земли, где обитают кочевые племена с интригующе первобытными нравами — «некоторое царство, тридесятое государство».— Гид-парк. Российская газета